# Mainzerkweek
Mainzerkweek (Elymus arenosus), voorheen: zandkweek, is een plantensoort uit de grassenfamilie (Poaceae).

## Determinatie
Mainzerkweek is een vaste, kruidachtige plant die een hoogte bereikt van ongeveer 30–120 cm. De bladeren zijn groen of blauwgroen van kleur. Op de bladschijf zitten ribben die van bovenaf zijn afgerond en zijn dicht zijn bezet met fijne stekeltjes en lange, buigzame haren. De haren zijn dusdanig lang dat ze vanuit de ingerolde bladeren nog naar buiten steken. De vrije rand van de bladschede is gaaf. De plant bloeit van juni t/m augustus. De bloeiwijze is aarvormig, met tweeslachtige bloemen. De kelkkafjes zijn 6,5–8 mm lang. De helmknoppen zijn 2,9–4,8 mm. In Nederland zijn nog nooit vruchtbare meeldraden waargenomen. De vrucht is een graanvrucht. Het aantal chromosomen is 2n = 28.

## Ecologie
Mainzerkweek is een psammofiele pioniersoort die voorkomt op zeer goed belichte, kalkrijke, eutrofe zandgronden langs rivieren. Ze komt vooral voor op rivierduinen.

## Verspreiding
Het natuurlijke verspreidingsgebied van mainzerkweek is erg klein en strekt zich waarschijnlijk uit over het stroomgebied van de Bovenrijn. Het zwaartepunt ligt in de omgeving van Mainz. Sommige botanici beschouwen mainzerkweek als endeem van de voornoemde regio. In Nederland is de soort zeer zeldzaam; ze komt uitsluitend voor in de Millingerwaard.